# Kommissær Lestrade
Kommissær G Lestrade er en fiktiv politidetektiv hos Scotland Yard som forekommer i flere af fortællingerne om Sherlock Holmes af Arthur Conan Doyle.